# Haakon Magnusson
Haakon Magnusson, of Haakon Magnusson Toresfostre (1068 - 1094) was koning van Noorwegen van 1093 tot 1094.
Haakon was een kleinzoon van koning Harald III van Noorwegen, een zoon van Magnus II en een neef van Olaf III "de Zwijgzame". Haakon werd opgevoed door Tore på Steig, een stamhoofd uit het Gudbrandsdal; vandaar zijn bijnaam Toresfostre ("Tores pleegkind").
Na de dood van Olaf III in 1093 werd Haakon in Trondheim als koning gekozen terwijl zijn neef Magnus (III), en zoon van Olaf III, door de Viken in Oslo als koning werd gekozen.
Spoedig raakten Haakon en Magnus in conflict met elkaar, en een oorlog leek dan ook onvermijdelijk, toen Haakon plotseling op 25-jarige leeftijd stierf tijdens een reis door Dvorefjell. Haakon werd begraven in de Christuskerk van Nidaros te Trondheim.
In 1090 ondernam Haakon een Vikingstocht naar Bjarmeland in het noorden van Rusland.